# Achin
Achin är ett distrikt i Afghanistan. Det ligger i provinsen Nangarhar, i den östra delen av landet, 150 kilometer öster om huvudstaden Kabul. Administrativ huvudort är Kahi.
Distriktet beräknades år 2022 ha cirka 56 000 invånare.